# Tyven, tyven
Tyven, tyven är en norsk spelfilm från 2002 med Jørgen Langhelle, Vera Rudi och Andrea Bræin Hovig i huvudrollerna. Den regisserades av Trygve Allister Diesen, manuset skrevs av Knut Kristiansen och Diesen, och producerades av Hilde Berg och Bent Rognlien för Norsk Film A/S.
Tyven, tyven anmäldes av Norge till priset Oscar för bästa utländska film men nominerades ej.

## Rollista
| Jørgen Langhelle   | – Harald Gran   |
| Vera Rudi          | – Lise Lunde    |
| Andrea Bræin Hovig | – Cecilie Lunde |
| Kari Simonsen      | – Gerd Lunde    |
| Ingjerd Egeberg    | – Toril Houg    |
| Anders Nyborg      | – Holger Jensen |
| Trond Høvik        | – Roger         |
| Ingar Helge Gimle  | – Bjørn Bakke   |